# Phyllachora nervisequens
Phyllachora nervisequens är en svampart som först beskrevs av Lingelsh., och fick sitt nu gällande namn av Franz Petrak 1929. Phyllachora nervisequens ingår i släktet Phyllachora och familjen Phyllachoraceae.   Inga underarter finns listade i Catalogue of Life.